# Старотроицкая колокольня
Старая колокольня церкви Троицы Живоначальной (иногда встречается написание Старо-Троицкая колокольня; в народе известная также как Яранская свеча) — колокольня первого здания православной Троицкой церкви в Яранске. Второе по древности архитектурное сооружение в городе после Благовещенской церкви. Принадлежит Вятской митрополии.

## История
Первое здание Троицкой церкви с колокольней было построено в бывшем Яранском кремле и освящено 19 октября ст. ст. 1694 года. К середине XIX века здание самой церкви пришло в ветхое состояние и было разобрано в 1844 году. От первого архитектурного комплекса до наших дней сохранилась только Старотроицкая колокольня (на её сохранении настоял архитектор И. А. Шмаков). Через год, в 1845 году, было заложено новое здание церкви. Строительство осуществлялось по проекту известного русского архитектора К. А. Тона. Освящение состоялось в 1857 году. Позднее, в 1878—1889 годах, была построена Новотроицкая колокольня. 18 октября 1924 года колокольня внесена в Список памятников церковного зодчества Вятской губернии, состоящих на учёте Отдела по делам музеев Главнауки Наркомпроса РСФСР. Купол колокольни был снесён во время грозы летом 1955 года.

## Архитектура
Высота колокольни — 31,6 м. Исследователь вятской церковной архитектуры П. Н. Сумароков писал (не ранее мая 1917 года):

«Звонница представляет собой восьмигранную башню стиля Московской эпохи в пять ярусов, оканчивающуюся восьмигранной пирамидой без крыши. Глава ея покрыта белым железом, а ранее, как значится в описи 1805 года, глава была покрыта муравлёною черепицей. Крест на главе железный с железными цепями. В пятом ярусе висели колокола, почему в этом ярусе и имеется восемь пролётов, а в прочих ярусах имеется только по одному окну с какой-либо стороны. По описи 1805 года на колокольне было 10 колоколов…»

По легенде, при строительстве колокольни каждую ночь таинственно исчезала каменная кладка, которую выполняли мастера днём. Это пугало каменщиков, и работы чуть было не сорвались, пока однажды ночью здесь не поймали черемисского юношу-язычника, который и занимался разрушением сооружения. Согласно этой легенде, он был замурован в стену.

## Адрес
- 612260 Россия, Кировская область, Яранск, улица Карла Маркса, 20.